# BVZ HGe 4/4 I (11-15)
De HGe 4/4 I was een elektrische locomotief van de voormalige Zwitserse spoorwegonderneming Brig-Visp-Zermatt-Bahn (BVZ). De onderneming maakt tegenwoordig deel uit van de Matterhorn Gotthard Bahn (MGB).

## Geschiedenis
Deze locomotieven werden in de jaren 1920 door Schweizerische Lokomotiv- und Maschinenfabrik (SLM) en Maschinenfabrik Oerlikon (MFO) ontwikkeld en gebouwd voor de Furka-Oberalp-Bahn (FO) en de Brig-Visp-Zermatt-Bahn als HGe 4/4 I.

## Constructie en techniek
De VZ besloot in 1929 net als de Rhätische Bahn tot elektrificatie met een spanning van 11.000 volt 16,7 hertz wisselspanning. Hierdoor konden luchtgekoelde transformatoren worden gebruikt. Dit betekende een aanzienlijke gewichtsbesparing. De locomotieven hebben twee cabines, een bagageruimte en een machinekamer. Het is niet een echte "krokodil", deze bezitten een aandrijving met stangen.

### Tandradsysteem
Deze locomotieven zijn voorzien van het tandradsysteem Abt. Abt is een systeem voor tandradspoorwegen, ontwikkeld door de Zwitserse ingenieur Carl Roman Abt (1850-1933).

## Treindiensten
Deze treinen werden door Brig-Visp-Zermatt-Bahn ingezet op het traject Zermatt - Visp - Brig.

## Foto's

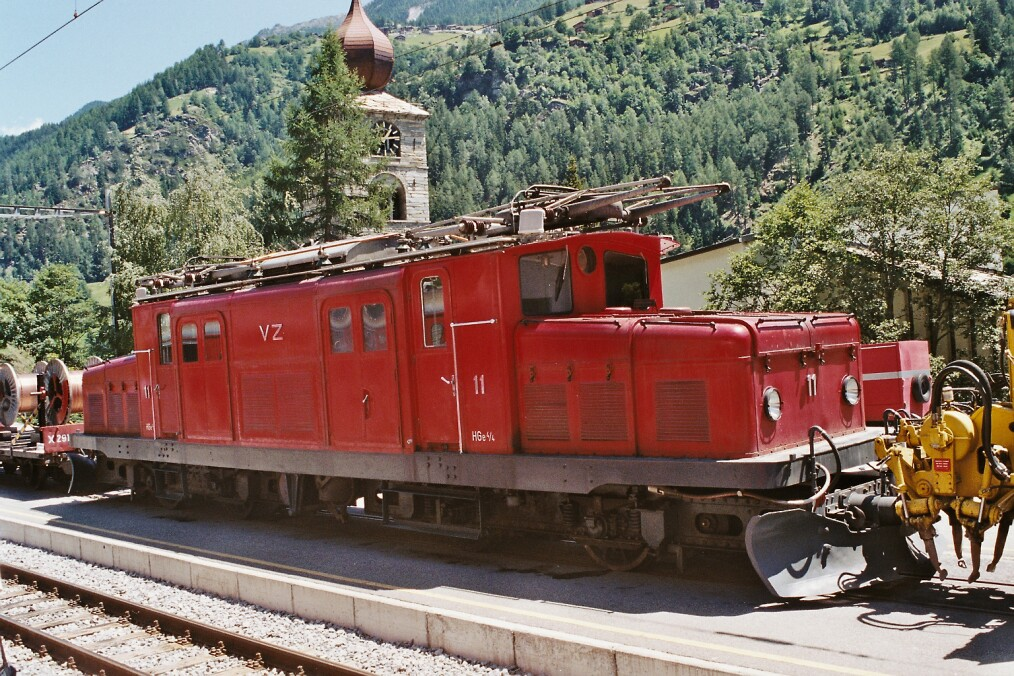
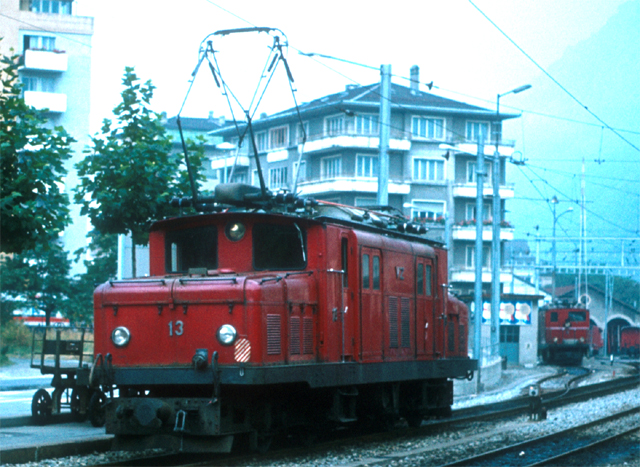
VZ 13 in 1982 te Brig

Voormalige spoorwegondernemingen: Furka-Oberalp-Bahn (FO) · Schöllenenbahn (SchB) · Brig-Visp-Zermatt-Bahn (BVZ)